# Kazimierz Skórewicz

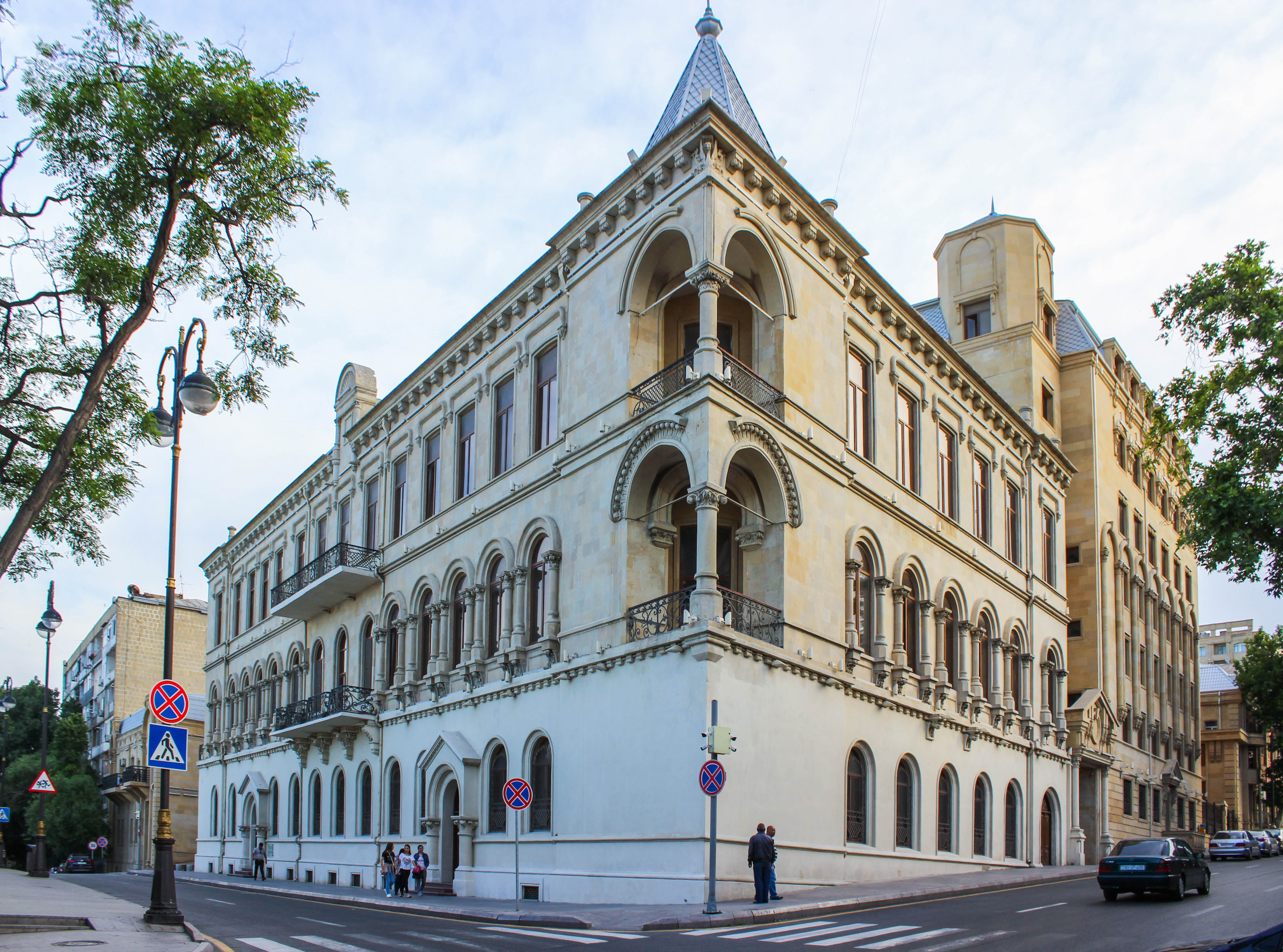
Biurowiec Rotszyldów (1897 – 1899) przy ulicy Perskiej (dziś Muchtarowa 13, od czasu ZSRR Prokuratura Azerbejdżanu)

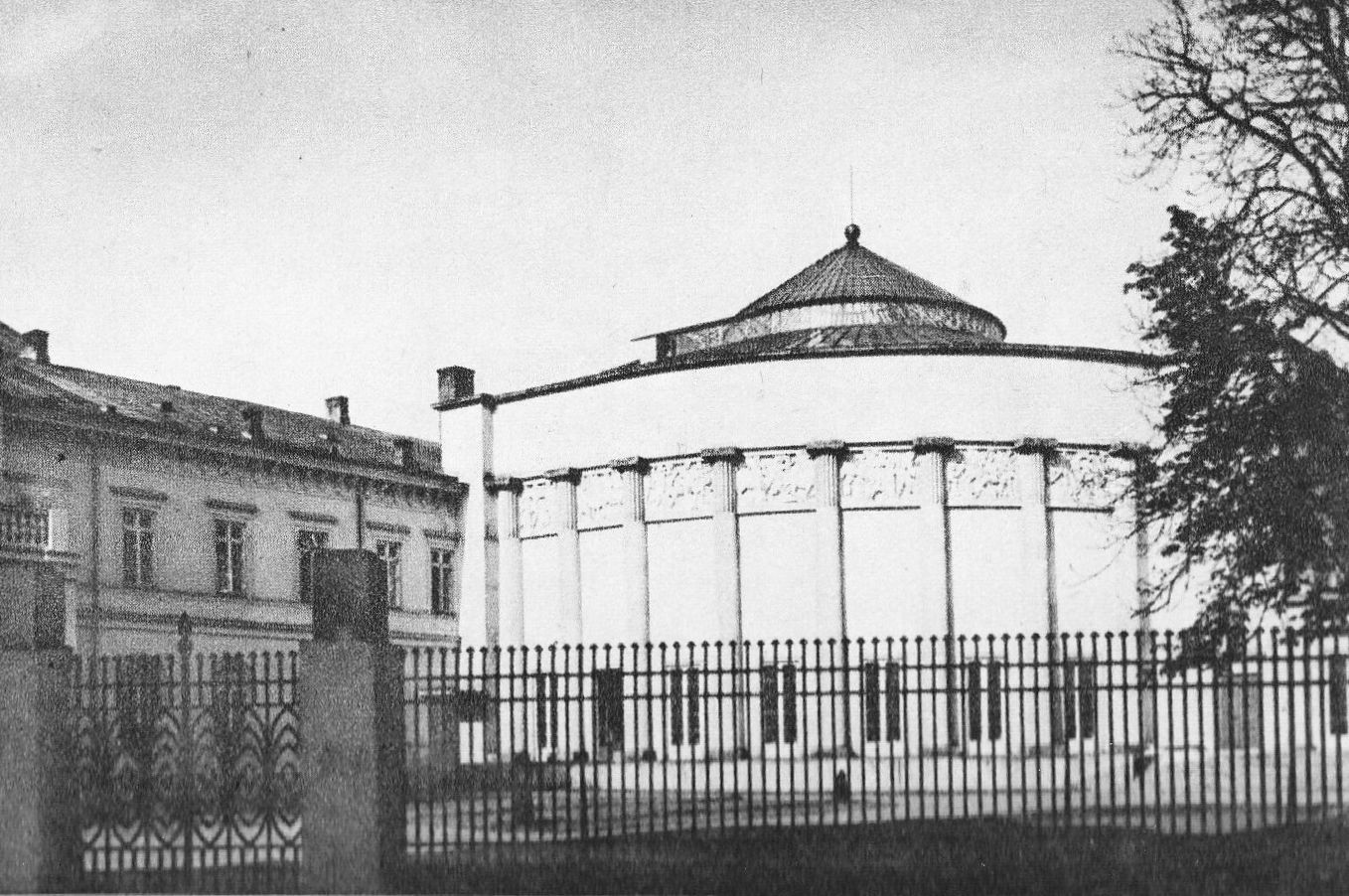
Budynek Sejmu

Kazimierz Józef Skórewicz (ur. 30 października 1868 w Stubełku na Wołyniu, zm. 11 grudnia 1950 w Warszawie) – polski architekt, konserwator i historyk architektury.

## Życiorys
W 1894 ukończył z wyróżnieniem Petersburski Instytut Inżynierów Cywilnych i w 1895 znalazł się w Baku, początkowo jako architekt dzielnicowy, następnie główny architekt Baku. Oprócz obowiązków służbowych tworzył też prywatnie budynki użyteczności publicznej i domy mieszkalne, gdzie starał się łączyć miejscowe tradycje budowlane z nowoczesnością. 
Najważniejsze jego realizacje w Baku to:
- gmach Banku Państwowego (1897–1899) na rogu Krasnowodskiej i Merkuriewskiej (obecnie Wurguna i pl. Azerbejdżanu - dziś bank i Ministerstwo Finansów),
- biurowiec Rotszyldów (1897–1899) przy ulicy Perskiej (dziś Muchtarowa 13, od czasu ZSRR Prokuratura Azerbejdżanu)[4],
- sierociniec na Szemachince (1897–1899),
- pasaż Tagijewa (1896) przy ulicy Olgińskiej (obecnie Rasułzade, później Dom Towarowy),
- budynek poczty,
- budynek zarządu Towarzystwa Akcyjnego braci Nobel (1900–1903),
- zespół kramów targowych oraz gmachy gimnazjum męskiego, lecznicy muzułmańskiej i szpitala dziecięcego.

Oprócz projektowania, Kazimierz Skórewicz zajmował się działalnością naukową. W latach 1898–1900 przebywał za granicą (jednocześnie zajmując stanowiska w Baku), pracując nad rozprawą Budownictwo Słowian zachodnich oraz wpływ na nie architektury romańskiej, która została wydana w 1906 w Petersburgu, z założenia przeznaczona dla Polaków studiujących na rosyjskich uczelniach architektonicznych.
W 1906 był jednym ze współzałożycieli Towarzystwa Opieki nad Zabytkami Przeszłości. Po I wojnie światowej Naczelnik Gmachów Państwowych, zaprojektował takie obiekty jak  kościoły w Zagłobie, Komarowie, w Łapach, przebudowa pałacu rządowego i budowa kaplicy w Spale, Szpital Kliniczny im. ks. Anny Mazowieckiej w Warszawie, nowy gmach Sejmu, dwór Milusin w Sulejówku. Był pracownikiem Rady Komisji Odbudowy Kraju i Racjonalnego Budownictwa Tymczasowej Rady Stanu, członkiem Rady Głównej Towarzystwa Rozwoju Ziem Wschodnich w 1939. 
Po II wojnie światowej podjął pracę na Wydziale Architektury Politechniki Warszawskiej.
Został pochowany na cmentarzu Powązkowskim (kwatera 140-2-2).

## Życie prywatne
Jego żoną była Rafaela Bończa-Skórewicz z domu Rutkowska. Mieli dwóch synów i córkę. Syn Ludomir zginął rozstrzelany przez Niemców w Palmirach w 1940 roku. 

## Ordery i odznaczenia
- Złoty Krzyż Zasługi (7 czerwca 1939)[10]

## Upamiętnienie
- Tablica w Bramie Senatorskiej Zamku Królewskiego w Warszawie.
- Tablica pamiątkowa przy ul. Polskich Architektów (Polşa Memarları Küçəsi) w Baku, w Azerbejdżanie.